# Ступені вільності (статистика)
Ступінь вільності (англ. degrees of freedom) у статистиці означає кількість незалежних елементів за допомогою яких був розрахований статистичний показник. Ступінь вільності такого показника дорівнюватиме n - 1, де n - кількість елементів у виборці. Ступінь вільності визначає кількість елементів у виборці, які вільні змінювати свої значення.
Уявімо, що ми маємо вибрати три числа, середнє значення яких дорівнює 10.
Прикладом можуть слугувати наступні трійки чисел: {9, 10, 11}, або {8, 10, 12}, або {5,10,15}. Як тільки було вибрано перші два числа - третє є фіксованим. Іншими словами, ми не можемо змінювати третє число. Лише перші два можуть змінювати свої значення так, аби середнє значення залишалося рівним 10.